# Raccordo autostradale 11
Der Raccordo autostradale 11 (italienisch für ‚Autobahnzubringer 11‘), auch  Superstrada Ascoli-Mare genannt, ist ein Autobahnzubringer in der Mitte Italiens, der die Provinzhauptstadt Ascoli Piceno mit dem italienischen Autobahnnetz und der A14  verbindet. Außerdem stellt er die Verbindung zum Adriatischem Meer und dem Küstenort San Benedetto del Tronto dar. Verwaltet wird der von der ANAS.
Er liegt in der italienischen Region Marken.
Das  Decreto Legislativo 29 ottobre 1999, n.461 hat den RA 3 nicht in das Autobahnnetz Italiens aufgenommen, sondern ihn als Straße von nationalen Interesse,  SS4 R.A. Ascoli-Porto d’Ascoli, eingestuft.
2004 stufte ein weiteres Dekret (Decreto del Presidente del Consiglio dei Ministri del 23 novembre 2004) den Autobahnzubringer als RA11 ein.

## Verlauf
Der RA11 weist eine Gesamtlänge von 26,300 km auf. Dabei verläuft er im Tal des Flusses Tronto durch die Hügellandschaft der Marken. Die wichtigsten Ortschaften entlang der Strecke sind Folignano, Maltignano, Spinetoli sowie Monsampolo di Tronto.
Er verläuft dabei fast vollständig in der Region Marken, abgesehen von  wenigen Kilometern, der in der Region Abruzzen liegen.
Bislang ist der RA11, wie alle von der ANAS betreuten Strecken, mautfrei.